# جنگ داخلی حشمونیان
جنگ داخلی حشمونیان یک جنگ داخلی بین دو مدعی تاج و تخت یهودی حشمونی بود. آنچه به عنوان یک درگیری بین یهودیان آغاز شد، به یک درگیری بسیار تعیین کننده تبدیل شد که شامل پادشاهی نبطی می شد و با دخالت روم پایان یافت. این درگیری منجر به از دست دادن استقلال یهودیان شد.